# Izotacha

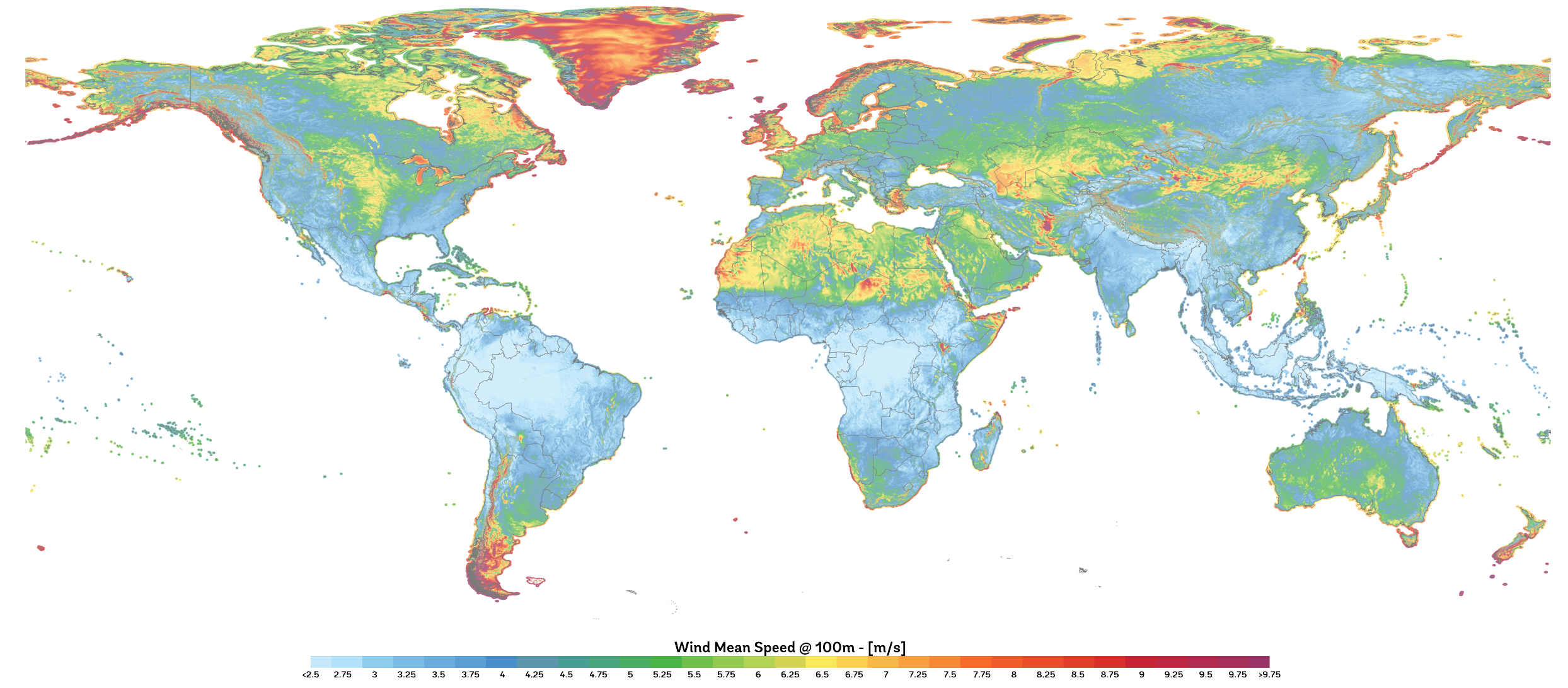
Mapa izotachowa prędkości wiatru na Ziemi

Izotacha (izo- + gr. tachos = „prędkość”) – izolinia łącząca punkty  o takiej samej wartości prędkości w danej chwili. Linia ta może łączyć punkty o takiej samej wartości prędkości wiatru, ruchów wody (hydroizotacha).